# Eustacio Rizo
Eustacio Rizo Escoto (* 30. September 1971 in Arandas, Jalisco) ist ein ehemaliger mexikanischer Fußballspieler auf der Position eines Stürmers.

## Leben
Rizo  begann seine aktive Laufbahn beim Club Tecos UAG, mit dem er gleich in seiner ersten Spielzeit den größten Erfolg der Vereinsgeschichte feiern durfte. Denn in der Saison 1993/94 gewannen die Tecos zum einzigen Mal die mexikanische Fußballmeisterschaft.
Bereits 1995 wurde Rizo erstmals in die mexikanische Fußballnationalmannschaft berufen, für die er gleich in seinem ersten Länderspiel, einem Freundschaftsspiel gegen Uruguay, am 1. Februar 1995 ein Tor erzielte, das zugleich der Siegtreffer zum 1:0-Endstand war. Rizo gehörte auch zum mexikanischen Kader beim CONCACAF Gold Cup 1996, den die mexikanische Mannschaft gewann. Zwar kam er dort nur zu einem Kurzeinsatz im Gruppenspiel gegen Guatemala, in das er eine Viertelstunde vor Abpfiff eingewechselt wurde. Doch auch in diesem wichtigen Spiel um den Gruppensieg gelang ihm kurz vor Spielende der einzige Treffer zum 1:0-Sieg von „El Tri“. Einen weiteren Länderspieltreffer erzielte er am 5. Februar 1997 beim 3:1-Testspielsieg gegen Ecuador.
1999 wechselte er zum Hauptstadtverein Cruz Azul und von da an hatte er mehrere und jeweils nur kurzfristige Stationen. Für die Saison 2003/04 kehrte er zu den Tecos zurück und beendete dort auch seine aktive Laufbahn.

## Erfolge
- Mexikanischer Meister: 1993/94
- CONCACAF-Gold-Cup-Sieger: 1996